# 王伯勋
王伯勋（1899年—1983年11月9日），男，贵州安龙人，中华人民共和国政治人物，曾任贵州省交通厅厅长，贵州省政协副主席，贵州省人民政府参事室主任。